# Ульдига
Ульди́га — деревня в Гдовском районе Псковской области России. Входит в состав Добручинской волости. Численность населения к концу 2000 года составляет 1 человек.
В кадастре существуют свидетельства о культовом камне, находившемся в деревне.

## История
До 1 января 2006 года деревня входила в состав ныне упразднённой Вейнской волости.